# Floris
Floris foi uma série de televisão neerlandesa de 1969, escrita por Gerard Soeteman, estrelando Rutger Hauer e Jos Bergman, dirigida por Paul Verhoeven.

## Conceito
O sucesso de séries televisivas como a britânica Ivanhoe, a francesa Thierry La Fronde e a flamenga Johan en de Alverman inspiraram Carel Enkelaar, gerente da NTS (predecessora da emissora de televisão Nederlandse Programma Stichting) a produzir uma série similar, localizada nos Países Baixos. Apesar de filmada em preto e branco, tecnologia já ultrapassada na época, a série obteve bastante sucesso e teve muitas refilmagens ao longo dos anos. Ela também foi transmitida na Alemanha Oriental e Escócia.
Conta a história do Conde Floris van Roozemond (a maneira de escrever varia, com o/oo, s/z e d/dt) em seu retorno para casa depois de uma viagem ao redor do mundo, que, acompanhado pelo indiano Sindala, descobre seu castelo ocupado por Maarten van Rossum, motivo pelo qual ele se alia a Wolter van Oldesteijn, por sua vez aliado com a Borgonha em oposição a Karel van Gelre, duque de Gueldres, aliado do pirata frísio Greate Pier. Note-se que, com exceção de Sindala, os outros personagens são figuras históricas, mas se esse Floris tivesse sido o Floris V da Holanda ele seria anacrônico, por ter vivido no final do século XIV, enquanto os outros viveram no século XV. Um claro anacronismo é a presença de Pier Gerlofs Donia, que era seu contemporâneo, mas não era um pirata ativo antes da morte de Filipe, o Belo. Na série, Pier é sempre protegido e cercado por pelo menos três guardas membros do Arumer Zwarte Hoop (Bando Negro de Arum, chamado Gelderse Friezen na série).
Apesar de ter sido planejada como uma série infantil, Floris obteve grande popularidade entre os adultos também. Considerando isso, o duelo de espadas no castelo, visto no primeiro episódio, foi surpreendentemente realista. A série também tinha um elemento educativo, como quando mostrava a passagem de tempo através do badalar de sinos e explicava a origem de palavras (como vernagelen, por exemplo). Floris é retratado como um típico cavaleiro-herói, não muito brilhante, mas bom espadachim. Sindala é o personagem esperto, que aplica conhecimento científico oriental de maneira prática (também com valor educativo). As locações incluem o castelo medieval De Doornenburgh, próximo a Doornenburg, na província neerlandesa da Guéldria e nas cidades belgas de Bruges e Gante.
Floris foi o primeiro grande trabalho tanto de Paul Verhoeven como de Rutger Hauer e marcou a primeira cooperação dos dois. Posteriormente seguiriam os filmes Turks Fruit (Delícias Turcas) e Soldaat van Oranje (Soldado de Laranja). As ideias não aproveitadas na série foram usadas depois no filme Flesh & Blood, também dirigido por Verhoeven com Hauer no papel principal.

## Produção
Encontrar ator para a série era um problema porque a televisão ainda era considerada inferior ao teatro. Hauer foi apresentado a Verhoeven como "talvez não um ator tão bom, mas que fará e enfrentará qualquer coisa". Verhoeven estava mesmo preocupado com a inexperiência em atuar de Hauer, mas ele tinha boa aparência física, podia segurar espadas e cavalgar eficientemente e fez a maioria das cenas sem precisar de dublês. O nome original da série era Floris and the Fakir (Floris e o Faquir) e Verhoeven usou dois planos cinematográficos por precaução. Hauer aprendeu a atuar em televisão rápido o bastante.
Floris foi uma grande produção à época, contando com 80 atores e 2500 figurantes. Verhoeven ultrapassou o orçamento de 355 000 guilders em mais de 300% (o custo total não pode ser mais ser calculado com exatidão, mas é estimado em ƒ 1 200 000 ou € 545 000). Quando isso ficou claro, já era tarde demais para interromper a produção porque o diretor fez uso de um "planejamento vertical", no qual a filmagem foi feita por ator em vez de pôr episódio. Interromper a produção significaria perder todo o trabalho. Como uma produção televisiva desse porte nunca havia sido feita antes nos Países Baixos, houve muito pioneirismo. As gravações eram normalmente feitas em estúdio, mas Floris era filmado principalmente ao ar livre. Todos no set, incluindo Verhoeven, tinham de aprender na prática. Os trabalhos também não eram designados especificamente: todos faziam um pouco de tudo. "Nós não ficávamos parados, de braços cruzados, fumando um cigarro quando não era nossa vez". Ironicamente, encontrar boas locações para essa produção foi difícil devido à popularidade que a televisão havia obtido, resultando na onipresença de antenas de transmissão.

## Sucessores

### Radionovelas
Dois dos scripts que não foram produzidos tornaram-se radionovelas, e parecem ser as mesmas aventuras das tirinhas números seis e oito, equivalentes a sete e dez no remake alemão.

### Tira de quadrinhos
Tendo início em 1972, 15 scripts de Floris (não produzidos para televisão) foram transformados em tirinhas publicadas no jornal De Telegraaf por Gerrit Stapel. A arte e diálogos eram criação de Stapel, enquanto o enredo era de Soeteman, roteirista da série, portanto as tiras podiam ser consideradas fonte canônica de informação sobre as aventuras futuras de Floris. O evento mais importante ocorrido nos quadrinhos é que Floris recupera a posse do castelo Rozenmondt, na sétima edição das tirinhas.

### Remake alemão
Em 1975 houve um remake da série, feito na Alemanha, chamado Floris von Rosenmund e novamente estrelado por Rutger Hauer, porém com o ator Derval de Faria no papel de Sindala. O personagem de Greate Pier foi novamente interpretado pelo ator Hans Boskamp.

### Floris, o filme
O filme Floris, de 2004, foi gravado em 2003 e dirigido por Jean van de Velde. Conta com Michiel Huisman no papel de neto do Floris original. Sua companheira, dessa vez, é Pi, interpretada por Birgit Schuurman. O filme mostra algumas cenas da série de televisão, com Hauer e Bergman contracenando. Rutger Hauer foi convidado a interpretar o pai do jovem Floris, mas não aceitou o convite.